# Witte (Fischverarbeitung)

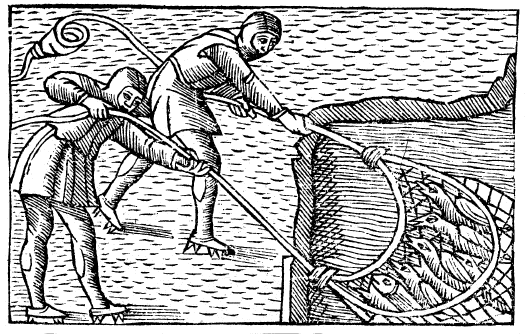
Olaus Magnus: Fischfang (1555)

Eine Witte war zur Zeit der Hanse eine Niederlassung einer Hansestadt im Ausland zur Verarbeitung von Fisch. Auch in Pommern gibt es mehrere Orte, die nahe den Gewässern starker Heringszüge früher nur in der Heringsfangsaison temporär bewohnt waren (Vitt, Vitte).
Stettin, Lübeck, Stralsund und Rostock besaßen Witten auf Falsterbo. Hier wurden im 15./16. Jahrhundert durch dänische Frauen die Heringsfänge ausgeweidet und eingesalzen.
Die so konservierten Fische wurden dann während der Schonischen Messe von den Fischhändlern der Hansestädte in Heringsfässern auf ihre Schiffe verladen und in die Hansestädte transportiert. Dort konnten die Heringe mit großem Gewinn auch in das Binnenland als Fastenspeise verkauft werden.